# 巴拉那州普拉纳尔蒂纳
巴拉那州普拉纳尔蒂纳（葡萄牙語：Planaltina do Paraná）是巴西巴拉那州的一个市镇。总面积356.191平方公里，总人口3879人，人口密度10.9人/平方公里。